# Краснодар II
Краснода́р II (произносится «Краснода́р-Второ́й») — пассажирская железнодорожная станция Северо-Кавказской железной дороги РЖД, один из 2-х вокзалов Краснодара.

## Описание
Станция открылась в 1914 году. Расположена на территории Центрального округа города, по адресу: улица Гаврилова, 1.
Обслуживает только пригородные поезда. Поезда дальнего следования из Ростова-на-Дону в Краснодар и из Краснодара в сторону Ростова-на-Дону проходят без остановки.
Здание вокзала имеет пригородные кассы, кафе, банкомат и зал ожидания.
Рядом с вокзалом располагается одноимённый автовокзал, остановки автобуса, трамвая и троллейбуса.